# Di Trạch
Di Trạch là một xã thuộc huyện Hoài Đức, thành phố Hà Nội, Việt Nam.

## Địa giới hành chính
- Phía Bắc và phía Tây giáp xã Kim Chung
- Phía Nam giáp xã Lại Yên
- Phía Đông giáp quận Bắc Từ Liêm và xã Vân Canh

## Làng Di Trạch
Làng Di Trạch thuộc huyện Hoài Đức cách Trung tâm Thành phố Hà Nội 15 Km. Xã Di Trạch trước kia gọi là hệ Nhĩ Bản, Làng Di Ái hay còn gọi là kẻ Ải - Phủ Quốc Oai - Trấn Sơn Tây, là ngôi làng cổ đã tồn tại hàng nghìn năm. Khi mới thành lập làng có hai xóm là Xóm Ải và Xóm Dền, sau mở rộng Làng có thêm xóm Đa, xóm Dậu và xóm Vực. Thời nhà Nguyễn, nơi đây có tên là xã Di Trạch, thuộc Tổng Kim Thìa, huyện Đan Phượng, phủ Quốc Oai, tỉnh Sơn Tây. Sau nhiều lần tách hợp từ ngày 1 tháng 8 năm 2008 địa giới xã Di Trạch sáp nhập vào Thủ đô Hà Nội. 
Đình Làng Di Trạch đã được xếp hạng Di tích Văn hóa lịch sử nằm tại địa phận thôn Dền và Ải. Nơi đây thờ Lý Bí, người có công đánh đuổi quân Lương lập lên nước Vạn Xuân. Hàng năm cứ vào ngày 10 tháng 2 âm lịch dân làng lại mở hội để tỏ lòng tôn kính ông.